# Berlesezetes aegypticus
Berlesezetes aegypticus är en kvalsterart som först beskrevs av Bayoumi 1977.  Berlesezetes aegypticus ingår i släktet Berlesezetes och familjen Microzetidae. Inga underarter finns listade.